# Tatuus
A Tatuus é um fabricante italiano de chassis para uma série de corridas de fórmula, fundada em 1980. A empresa é conhecida por sua associação com a Renault Sport para a produção dos chassis de Fórmula Renault.